# Cubofuturisme

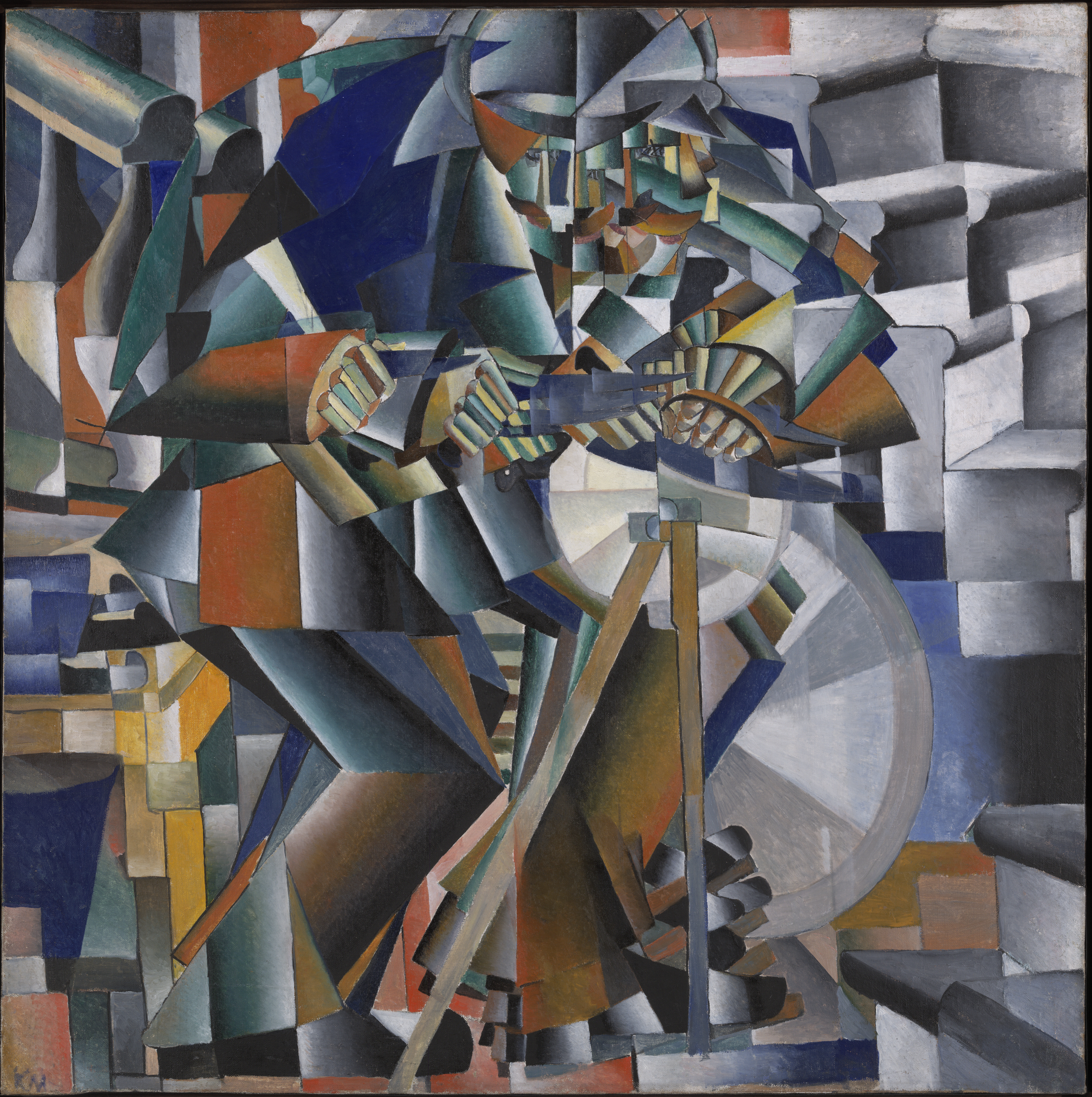
Kazimir Malèvitx, L'esmolet, 1913, oli sobre tela, 79.5 x 79.5 cm, Yale University Art Gallery

El cubofuturisme va ser l'estil principal de pintura i escultura dels futuristes russos.
Quan Aristarkh Lentulov va tornar de París el 1913 i va exhibir les seves obres a Moscou, els pintors futuristes russos van adoptar les formes del cubisme i les van combinar amb les representacions del moviment del futurisme italià. Kazimir Malèvitx va desenvolupar el seu estil, cosa que es pot veure en el seu L'esmolet (signat el 1912, pintat 1913), tot i que més tard el va abandonar pel suprematisme.
Els seguidors del moviment incloïen
- Alexander Archipenko
- Wladimir Baranoff-Rossine
- Aleksandr Bogomazov
- Vladímir Burliuk
- Aleksandra Ekster
- Natàlia Gontxarova
- Ivan Kliun
- Mikhaïl Lariónov
- Liubov Popova
- Olga Rózanova
- Sonia Delaunay

Els escultors cubo-futuristes incloïen Joseph Chaikov, Boris Korolev i Vera Múkhina, tots els quals alumnes de l'escola d'art de l'estat Soviètic de Moscou Vkhutemas.